# 2021年の台風
2021年の台風（2021ねんのたいふう、太平洋北西部および南シナ海で発生した熱帯低気圧）のデータ。データは基本的に日本の気象庁の情報に基づき、気象庁が熱帯低気圧としていない一部のものについては、合同台風警報センター (JTWC) のみに準拠する。
2021年の台風発生数は、平均25.1個を下回る22個であった。日本の影響については、日本への接近数が平均11.7個より少ない9個、日本への上陸数は、平均値と同じ3個であった（平均3.0個）。だが、上陸自体がなかった2020年に引き続き2年連続で、台風が暴風域を伴ったまま日本に上陸することはなく、これは統計史上初のことである。また、2020年は全体的に南シナ海へ行く経路をする台風が多かったが、2021年は北上して来る台風も多く、経路が分散している。
台風1号の発生は2月18日。2月の台風発生数の平年値は0.1個と、統計上は年間で最も台風の発生しづらい時期であるが、過去10年間の2月には5つの台風が発生していて、2年に1つのペースで発生していることになる。
4月14日に発生した台風2号は、発生してから急速に発達し、猛烈な勢力にまで発達。4月に初めて900hPaを下回る台風となり、895hPaまで発達した。また、ノット基準での最大風速(10分平均)が120ktとなったため統計史上5番目に最大風速の強い台風ともなった。
7月後半から、台風の活動は活発になり、7月19日から7月22日は台風6号・台風7号によるダブル台風、8月5日から8月8日までには台風9号・台風10号・台風11号によるトリプル台風となった。また、2016年以来5年ぶりの台風10号と台風11号による逆転現象も発生した。
なお、本年5月20日に改正災害対策基本法が施行された。これにより、レベル4は避難勧告が廃止され、避難指示に一本化された。レベル5には、2019年に新設された災害発生情報から実際に災害の発生を確認できなくても切迫した状態で発令できるよう、表現が変更された「緊急安全確保」が新たに導入された。
8月4日に発生した台風9号では、九州地方に上陸し、「緊急安全確保」が発表された地域も少なくない。ちなみに、この数日後には、九州地方を中心に線状降水帯が発生し、重大な被害をもたらしている。
台風12号は、熱帯低気圧が中央太平洋から越境し、フィリピンの東で発生した。しかし、今年も越境台風は発生せず、最後に発生したのは、2018年（平成30年）台風17号で、3年連続で越境台風発生なし、ということになった。
10月から台風の発生ペースは落ちるものの、台風21号や22号のようにカテゴリー5の台風が発生した。台風22号は、12月に発生し、フィリピン南部を通り、フィリピンに被害をもたらした。
この年は、台風8号が台風としては統計史上初めて宮城県に上陸した（東北地方の太平洋側に上陸した台風としては2016年の台風10号に次いで2番目）ほか、台風14号が統計史上初めて福岡県に上陸するなど、上陸地点に関して平年と異なる記録が複数生まれた。
2011年以来10年ぶりに「台風23号」が発生しなかった年となった。

## 月別の台風発生数
| 1月 | 2月 | 3月 | 4月 | 5月 | 6月 | 7月 | 8月 | 9月 | 10月 | 11月 | 12月 | 年間 |
| --- | --- | --- | --- | --- | --- | --- | --- | --- | ---- | ---- | ---- | ---- |
|     | 1   |     | 1   | 1   | 2   | 3   | 4   | 4   | 4    | 1    | 1    | 22   |

- 日本への接近数：9個（2号、3号、5号、6号、10号、12号、16号、20号、21号）[6]
- 日本への上陸数：3個（8号、9号、14号）[6]

## 台風に分類されている熱帯低気圧

### 台風1号（ドゥージェン）
202101・01W・アウリング
2月15日、カロリン諸島付近において発生した低圧部が、16日21時、フィリピンの東海上で熱帯低気圧に発達した。この熱帯低気圧に対し、フィリピン大気地球物理天文局（PAGASA）は、フィリピン名アウリング（Auring）と命名した。また、17日18時に合同台風警報センター（JTWC）によって、熱帯低気圧番号01Wが与えられた。01Wはフィリピンの東海上（北緯7.4度、東経132.2度）で台風となり、アジア名ドゥージェン（Dujuan）と命名された。アジア名の順番は86、中国が提案した名称であり、意味はツツジとなっている。
その後、西に進み、2月22日にフィリピンの東海上（北緯12.3度、東経125.0度）で熱帯低気圧に変わった。
2月23日、その熱帯低気圧は消滅した
。

### 台風2号（スリゲ）
202102・02W・バイシング
4月12日、カロリン諸島付近において発生した熱帯低気圧が発生し、この熱帯低気圧に対し、フィリピン大気地球物理天文局（PAGASA）は、フィリピン名バイシング（Bising）と命名した。また、合同台風警報センター（JTWC）によって、熱帯低気圧番号02Wが与えられた。02Wはフィリピンの東海上（北緯7.9度、東経137.3度）で台風となり、アジア名スリゲ（Surigae）と命名された。
名前の順番は、87であり、北朝鮮が用意した名前で、「鷲の名前」を意味する。
当初の予報では非常に強い勢力に発達すると予想されていたが、
台風は予想以上のペースで勢力を強めた。16日21時からの24時間で中心気圧を60hPaも低下させるなど急速に発達して17日21時には猛烈な勢力へと成長。なお、4月に猛烈な勢力となったのは最大風速のデータがある1977年以降では統計史上初めてである。
その後も2号はさらに勢力を強めて18日3時に平成28年台風第14号以来、およそ5年ぶりとなる最低気圧900hPa未満に到達した台風および4月における最初の800hPa台の台風として、最低気圧895hPa、最大風速60m/s（120kt）、最大瞬間風速85m/s（170kt）という記録を残した。
なお、ノット基準での最大風速（10分平均）が120ktとなったため統計史上5番目に最大風速の強い台風となった。
その後は進路を東に変え、4月25日9時、日本の南（北緯21.8度、東経136.2度）で温帯低気圧に変わった。4月26日、温帯低気圧は域外へ出た。

### 台風3号（チョーイワン）
202103・04W・ダンテ
5月29日、カロリン諸島付近において熱帯低気圧が発生した。この熱帯低気圧に対してフィリピン大気地球物理天文局（PAGASA）は、フィリピン名ダンテ（Dante）と命名した。また、合同台風警報センター（JTWC）によって、熱帯低気圧番号04Wが与えられた。04Wは、5月31日9時にフィリピンの東（北緯7.2度、東経131.6度）で台風となり、アジア名チョーイワン（Choi-wan）と命名された。
順番は90で、意味は彩雲であり、香港が用意した。
当初はフィリピンの東を北上する予報だったが、予想に反して北西に進みフィリピンに上陸したのち南シナ海に抜けた。その後北東に進路をかえて6月5日15時に沖縄県の北の海上（北緯26.9度、東経126.2度）で温帯低気圧に変わった。6月6日、温帯低気圧は消滅した。
なお、確定値では台風の発生時刻が、5月31日15時に訂正されている。

### 台風4号（コグマ）
202104・05W
6月10日、南シナ海で低圧部が発生。低圧部は11日15時に熱帯低気圧に発達。同時に気象庁は24時間以内に台風に発達するとして、観測を開始。また、12日12時に合同台風警報センターによって05Wが付番された。05Wは同日15時に台風に発達（北緯18.3度、東経110.6度）し、アジア名コグマ（koguma）と命名された。
意味は、こぐま座であり、日本が用意した。
また、順番は91だった。
その後、台風は西進しベトナムに上陸した後、13日15時に熱帯低気圧（北緯20.0度、東経104.0度）に変わった。その後、同日21時に消滅した。

### 台風5号（チャンパー）
202105・06W
6月21日午前9時にマリアナ諸島近海で熱帯低気圧が発生。熱帯低気圧は合同台風警報センターによって06Wと付番された。その後、熱帯低気圧は北西に進み、6月23日9時に台風（北緯16.1度、東経141.3度）に発達、アジア名チャンパー（Champi）と命名された。
意味は、赤いジャスミンであり、ラオスが用意した。25日、台風5号は強い勢力となり、日本の南から小笠原諸島の西を暴風域を伴いながら進み、最大瞬間風速は50m/sを観測した。
その後、台風は小笠原諸島に接近したのち北北東に進み、関東の南東の海上（北緯36.4度、東経145.3度）で温帯低気圧に変わった。6月29日、消滅した。

### 台風6号（インファ）
202106・09W・ファビアン
7月16日12時に熱帯低気圧が発生。その後、熱帯低気圧は台風6号に発達（北緯21.6度、東経133.5度）し、アジア名インファ（in-fa）と名付けられた。
意味は、花火であり、マカオが用意した。
台風は沖縄県に接近し、7月20日21時には、強い勢力になった。台風は22日夜から宮古島の南東海上でしばらく停滞し、次第に進路を北寄りに変え、ゆっくりとした速さで23日から24日にかけて宮古島地方にかなり接近し、宮古島と多良間島の間を通過した。その後は勢力を下げながらその後は北西方向に20Km/hほどの速度で移動。中国大陸に上陸したあと、長江下流域付近（北緯32.2度、東経117.9度）で熱帯低気圧に変わった。7月31日、熱帯低気圧（後日温帯低気圧）は消滅した。

今回の台風6号は夏台風で、予報円に大きな幅があった。

### 台風7号（チャンパカ）
202107・10W
7月16日、南シナ海に低圧部が発生。翌日、熱帯低気圧に発達。
7月19日、南シナ海で熱帯低気圧が台風7号（北緯20.9度、東経113.6度）となり、アジア名チャンパカ（Cempaka）と命名された。
この名前は、ハーブの名前を意味し、マレーシアが用意した。
ちなみに、この前日には台風6号が発生している。その後、台風はゆっくりと西よりに進み、一時的に暴風域を伴った。
7月22日9時に華南（北緯22.2度、東経108.8度）で熱帯低気圧に変わった。7月26日、熱帯低気圧は消滅した。

### 台風8号（ニパルタック）
202108・11W
7月23日21時、南鳥島近海で発達中の熱帯低気圧（同日9時発生）が台風8号（北緯24.2度、東経148.8度）になり、
アジア名ニパルタック（Nepartak）と命名された。
意味は、戦士の名前であり、ミクロネシアが用意した。
合同台風警報センターはこの台風を11Wと命名した。台風はその後北上し、日本の東の海上を北西に進んだ。
その後次第に進行方向を北西から西へと変え、暴風域は伴わないものの、26日夜には関東地方と東北地方の一部が強風域に入った。台風は一時的に南下しつつ、翌27日朝には銚子市の東海上でほぼ停滞した。この段階で、北陸と東海の一部も強風域に入った。同日日中は進路を北に変え、関東南部沖を進んだ。同日夜には北北西にカーブしつつ、北関東沖から三陸沖を進んだ。その後、翌28日の朝6時前に宮城県石巻市付近に上陸した。宮城県に台風が上陸するのは観測史上初となった。その後は宮城県北東部を北上して岩手県に入り、同日9時には盛岡市の南70km、同日正午には秋田市の東北東80kmに達した。同日午後には西向きに進路を変え、秋田県を通って日本海に出た。同日15時、秋田県沖（北緯40.4度、東経139.8度）で温帯低気圧に変わった。7月31日、消滅した。
このように珍しい進路をとったのは、台風の東から北にかけて、細長い高気圧が覆っていたことや、寒冷渦の影響などが挙げられる。
また、今回の台風は、2020年東京オリンピックの期間中だった7月28日に日本に上陸した台風である。
オリンピックの影響
- サーフィン競技 - 7月28日に予定されていた決勝戦と3位決定戦を前日に前倒し。
- ボート競技 - 7月27日予定のレースを延期。
- アーチェリー競技 - アーチェリー男女個人戦の開始時間を2時間半繰り下げて正午開始に変更し、午後予定されていた競技を28日と29日に変更。
- トライアスロン競技 - トライアスロン女子の開始時間に遅れ。

### 台風9号（ルピート）
202109･13W・フアニン
8月4日9時、南シナ海で発達中の熱帯低気圧が台風（北緯21.2度、東経115.4度）となった。気象庁はこの台風に、アジア名ルピート（Lupit）と命名した。
意味は、冷酷なであり、フィリピンが用意した。
台風は南シナ海を北東に進み、8月8日には九州地方に接近。8月8日20時過ぎ、鹿児島県枕崎市付近に上陸した。翌日8月9日5時過ぎには広島県呉市付近に再上陸。その後は、北に進み、同日8月9日9時、中国地方（北緯35.4度、東経133.8度）で温帯低気圧に変わった。
中国地方などを中心に各地で大雨や強風に襲われた。気象庁は「顕著な大雨に関する情報」を島根県隠岐に発表していた。降り始めから9日午後4時までの総雨量は、島根県海士町海士で325.5mm、同県浜田市波佐で296.5mm、広島県山県郡北広島町八幡で276mmなどとなり、北広島町千代田地区には「緊急安全確保」が発表された。また、高知県室戸市で最大瞬間風速38mが観測されたほか、東京都江戸川区でも最大瞬間風速が25.5mを記録した。
また、この台風から変わった温帯低気圧の影響で、8月10日には北日本から東日本で大荒れの天気となり、青森県上北郡七戸町では河川が氾濫し、「緊急安全確保」が発表されたり、同県むつ市では国道279号に架かる橋が崩落するなどの被害が出た。
これまでに、岡山県で1人が死亡し、島根県では1人が行方不明になっている。また、多数の負傷者が出ている。
また確定値では、最低気圧がわずかに上方修正され985hPaから984hPaに変更された。

### 台風10号（ミリネ）
202110・14W・ゴリオ
8月4日3時に沖縄近海で熱帯低気圧が発生。同時に気象庁はこの熱帯低気圧について、24時間以内に台風に発達する見込みとの情報を発表した。
その後、8月5日15時に同海域で台風10号（北緯26.9度、東経128.1度）が発生した。気象庁はこの台風について、アジア名ミリネ（Mirinae）と命名した。
意味は、天の川であり、韓国が用意した。
台風は日本の南の海上を東に進んだ。その後、台風は北東方向に進路を変え、速度を上げた。
関東に接近したあと、8月10日に日本の東（北緯39.0度、東経158.0度）で温帯低気圧に変わった。8月11日に消滅した。

なお、確定値では発生日時が台風11号のほうが早く発生したことになっている。このような逆転現象は2016年の台風10・11号以来5年ぶりのことである。

### 台風11号（ニーダ）
202111・15W
8月2日03時にウェーク島近海に熱帯低気圧が発生。熱帯低気圧は30km/hから45km/hと速い速度で北上していた。その後8月5日15時に気象庁が日本の東で台風11号（北緯25.1度、東経146.6度）として発生。。8月11日に消滅した。アジア名はニーダ（Nida）。
発生時からも20km/hから30km/hの速度で北上した。ピーク時は992hPa、最大風速25m/sとなった。8月8日09時に温帯低気圧（北緯39.9度、東経169.0度）に変わった。8月9日、温帯低気圧は消滅した。

なお、確定値では発生日時が8月4日9時となっており、風速も30㎧に上方修正されている。速報値では台風10号との同時発生となっていたが、これにより台風10号よりも早く発生したことになる。このような逆転現象は2016年の台風10・11号以来5年ぶりのことである。

### 台風12号（オーマイス）
202112・16W
8月15日、マーシャル諸島で熱帯低気圧が発達中。気象庁はこの熱帯低気圧について、24時間以内に台風に発達する見込みとの情報を発表した。しかし、熱帯低気圧は予報よりも発達せず、気象庁は24時間以内に台風に発達する見込みとの情報を取り消した。
8月20日、フィリピンの東の熱帯低気圧が発達。気象庁はこの熱帯低気圧に再び、24時間以内に台風に発達する見込みとの情報を発表した。ちなみに、この熱帯低気圧は8月15日に気象庁が24時間以内に台風に発達する見込みと発表した熱帯低気圧である。
8月20日21時、フィリピンの東（北緯19.1度、東経130.2度）で発生。台風12号はアジア名オーマイス（Omais）と名付けられた。8月22日には沖縄の先島諸島に接近。その後、台風12号は東シナ海を北よりに進み、8月24日9時に、日本海（北緯37.6度、東経131.4度）で温帯低気圧に変わった。9月1日、温帯低気圧は消滅した。

### 台風13号（コンソン）
202113・18W・ジョリーナ
9月5日21時に、フィリピンの東で低圧部が発生した。低圧部は翌日3時に熱帯低気圧に発達し、フィリピン大気地球物理天文局によってフィリピン名ジョリーナと名付けられた。その後、15時に台風（北緯10.3度、東経127.8度）に台風へと発達し、アジア名コンソン（Conson）と名付けられた。ベトナムから提供され、意味はベトナム近海にあるコンソン島である。6日18時には合同台風警報センターによって18Wが付番されている。
台風はフィリピンの島々を上陸・通過したあと、9月9日には東シナ海で暴風域を伴うも9月11日には暴風域消滅。9月12日午前3時に南シナ海（北緯15.1度、東経109.2度）で熱帯低気圧に変わった。9月14日に、熱帯低気圧は消滅した。
なお、アジア名「コンソン」はこの台風限りで引退となった。

### 台風14号（チャンスー）
202114・19W・キコ
9月7日9時、フィリピンの東（北緯14.6度、東経138.0度）で台風14号が発生し、アジア名チャンスー（Chanthu）と命名された。 チャンスーは、カンボジアが用意した名前で、花の名前に由来する。 海水面温度が高かったことや、風の条件が台風の発達に適していたことなどから、台風は急発達し、発生から24時間後の8日9時には、中心気圧945hPa・最大風速45m/sの「非常に強い」勢力になった。 11日になると、フィリピンの東で発達のピークを迎え、中心気圧は905hPaにまで低下し、中心付近の最大風速は60m/s（115ノット）となり、「猛烈」な台風となった。
その後は勢力を弱めながら東シナ海で温帯低気圧になるという予想だったが、その後、西日本に上陸するという予報になった。その要因として、東シナ海の平均温度が、例年より1度前後高かったことや、台風が海水温の高い場所へ移動したためとなっている。その後、複雑な進路をとったあと、観測史上初の福岡県に上陸した。そのため、九州地方で上陸していない県は、佐賀県のみになった。台風は瀬戸内海に出たあと、愛媛県、和歌山県に再上陸し、9月18日に東海沖（北緯34.4度、東経137.6度）で温帯低気圧に変わった。
また、この台風は高気圧による、夏台風で、秋としては異例の南下した台風（南下時には温帯低気圧）であった。

### 台風15号（ディアンムー）
202115・21W
9月22日、南シナ海で低圧部が発生した。翌日、低圧部は熱帯低気圧に発達。合同台風警報センターはこの熱帯低気圧にTD21Wと付番した。同日9月23日、熱帯低気圧は台風15号（北緯14.8度、東経110.5度）となり、アジア名ディアンムー（Dianmu）と名付けられた。翌日に台風はラオスに上陸、同日9月24日15時、特に勢力を強めることもなく、台風15号は熱帯低気圧（北緯15.5度、東経108.1度）に変わった。9月26日、熱帯低気圧は域外へ出た。

### 台風16号（ミンドゥル）
202116・20W
9月22日、ミクロネシア連邦近海で低圧部が発生、熱帯低気圧になり、同日21時に台風16号（北緯13.6度、東経143.3度）が発生した。気象庁はこの台風にアジア名ミンドゥル（Mindulle）と命名。
その後台風16号は北西へ進み、9月26日には猛烈な勢力へ発達。中心気圧は920hPa、中心付近の最大風速は55m/sとなった。
また、9月29日には名古屋大学の研究チームが航空機観測を行っている。
10月1日に大型で非常に強い台風と強い勢力を維持したまま八丈島に接近した。
その後は関東の沿岸を通過し、10月2日午前9時に日本の東（北緯39.4度、東経147.8度）で温帯低気圧に変わった。
10月5日に温帯低気圧は域外へ移動した。
東京大学の田中宏幸教授らの研究チームは、この台風の際に世界で初めて素粒子（ミュー粒子）を用いて東京湾で気象津波を観測した。

### 台風17号（ライオンロック）
202117・22W
10月2日、フィリピンの東において低圧部が発生。10月5日には熱帯低気圧に発達し、10月7日に気象庁はこの熱帯低気圧について「24時間以内に台風に発達する見込み」と発表した。
10月8日、熱帯低気圧が発達し、大型の台風17号（北緯17.3度、東経110.9度）が発生した。気象庁はアジア名ライオンロック（Lionrock）と命名した。ちなみに発生時は熱帯低気圧bも「24時間以内に台風になる見込み」と発表し、12時間後に台風18号が発生している。
そのまま西へ向かい、発達することもなく、10月10日にベトナム付近（北緯20.8度、東経106.9度）で熱帯低気圧に変わった。
10月11日、熱帯低気圧は消滅した。

### 台風18号（コンパス）
202118・24W・マリン
10月5日、グアム島近海で低圧部が発生。10月8日には熱帯低気圧に発達し、気象庁は24時間以内に台風になると発表した。
10月8日午後3時、熱帯低気圧が発達し、台風18号（北緯14.2度、東経133.6度）となったアジア名はコンパス（Kompasu）である。この台風は、速報値の時点で平成19年台風第14号以来、史上2番目となる発生当初から超大型と分類された台風であった。また、発生当初の強風域の大きさは、平成19年台風第14号の直径1700kmを抜いて直径1900kmとなり、発生当初の強風域の大きさとしては1977年以降に発生した台風の中では最大の大きさを記録した。。
この台風は、発生する直前に既に発生していた2つの熱帯低気圧がお互いの周りを回る過程で発生したため、発生当時は雲の塊が2つ存在したが、気象庁はそれらを1つの台風の塊とみなした。そのため、発生当初は中心に雲が余り存在せず、雨は主に中心から遠く離れた左側の雲の塊と、右側の雲の塊で強く降っていた。
この2つの雲の塊は次第に1つにまとまり、南シナ海では一時暴風域を伴った。
そして、10月14日にベトナム（北緯19.2度、東経105.6度）で熱帯低気圧に変わった。翌日、消滅した。
また確定値では、この台風の発生した時刻は10月8日の午前9時に変更され、発生当初の強風域の大きさはわずかに下方修正された。強風域の大きさは直径1800km（半径は中心から900km）へと変更されたが、発生当初の強風域の大きさはこの台風が正式に最大となった。
また確定値によれば、10月9日午後9時頃に強風域の大きさは直径2200kmにまで達しており、これは記録が残る1977年以降の台風の中で、史上5番目に大きい強風域となった。
なお、アジア名「コンパス」はこの台風限りで引退となった。
| 順位 | 名称               | 国際名  | 年     | 強風域最大直径 (km) |
| ---- | ------------------ | ------- | ------ | ------------------- |
| 1    | 平成9年台風第13号  | Winnie  | 1997年 | 2360                |
| 2    | 昭和62年台風第13号 | Freda   | 1987年 | 2220                |
| 2    | 平成2年台風第12号  | Yancy   | 1990年 | 2220                |
| 2    | 平成9年台風第25号  | Keith   | 1997年 | 2220                |
| 5    | 令和3年台風第18号  | Kompasu | 2021年 | 2200                |
| 6    | 平成7年台風第12号  | Oscar   | 1995年 | 2130                |
| 7    | 昭和61年台風第10号 | Sarah   | 1986年 | 2040                |
| 7    | 平成2年台風第23号  | Kyle    | 1990年 | 2040                |
| 7    | 平成8年台風第9号   | Herb    | 1996年 | 2040                |
| 10   | 昭和56年台風第24号 | Gay     | 1981年 | 1940                |
| 10   | 平成13年台風第4号  | Utor    | 2001年 | 1940                |

### 台風19号（ナムセーウン）
202119・23W
10月9日、（北緯14.6度、東経160.0度）に熱帯低気圧が発生した。 
10月10日、ウェーク島近海で熱帯低気圧が発達。（北緯17.0度、東経160.4度）で台風19号となり
、アジア名ナムセーウン（Namtheun）と命名された。
発生当時は暴風警戒域も出ていたが、西進するに連れ消えていき、北上し始める頃には暴風警戒域も完全に消えていた。結局のところ暴風域は発生せず、強風域のみであった。
その後、日本のはるか東を北へ進み、10月17日、同海域（北緯33.7度、東経167.2度）で温帯低気圧となった。

10月19日に、温帯低気圧は域外へ出た。

### 台風20号（マーロウ）
202120・25W
10月22日に低圧部が発生。翌日には熱帯低気圧に発達。
10月25日午前9時、台風20号（北緯15.4度、東経139.0度）が発生
し、アジア名マーロウ（Malou）と名付けられた。
台風は、北へ発達しながら進んでいった。
当初は、非常に強い勢力まで発達すると予想されていた。
しかし、10月28日には強い勢力に発達した後、
非常に強い勢力にはならず、衰弱していき、
その後、日本の東（北緯33.7度、東経149.9度）で温帯低気圧に変わった。
10月31日に温帯低気圧は域外へ出た。

### 台風21号（ニヤトー）
202121・27W
11月28日午前3時にマリアナ諸島近海で低圧部が発生。29日9時には熱帯低気圧に発達し、同日21時には24時間以内に台風に発達する見込みと気象庁が発表した。
30日午前9時に同海域（北緯12.5度、東経139.0度）で台風に発達しアジア名ニヤトー（nyatoh）と名付けられた（1000hPa/18㎧）。
そして12月3日に急速に発達し、大型で非常に強い台風となった。
4日、台風21号は小笠原諸島に接近し、急速に衰退していき、同日16時（北緯28.4度、東経146.5度）に熱帯低気圧となり、同日消滅した。
第55回台風委員会にて、マレーシアでは前年度に特筆に値する大雨があったことが明記された。アジア名、ニヤトーは引退が検討されていたが見送られた。

### 台風22号（ライ）
202122・29W・オデット
12月12日、カロリン諸島周辺で低圧部が発生し、熱帯低気圧となった。
そして、13日カロリン諸島（北緯6.0度、東経141.0度）で熱帯低気圧が発達し、同日午後3時に台風22号が発生。アジア名で、ライ（Rai）と名付けられた。
その後、発達し西へと進み、16日午後2時に猛烈な強さでフィリピンを17日にかけて横断し、やや勢力をおとしながらスル海を進んだ。
台風22号が12月でありながら猛烈な勢力まで発達した理由は、台風はあまり通らないフィリピン南部を通ったなどが挙げられる。台風はフィリピンの北部・中央部をよく通過する。それは、南部だと赤道に近く、コリオリの力が働かなくなり、台風が発達しづらいためである。しかし、台風22号はフィリピン南部を通ったにもかかわらず、猛烈な台風までに発達した。理由は、海水温度が高いなどの好条件のため、発達できたと考えられる。
その後、台風22号は、南シナ海で進路を北に変え、再発達し、ベトナム近海で再度猛烈な強さになった。
そして、衰弱していった台風22号は、20日の午後9時に、熱帯低気圧（北緯19.9度、東経112.8度）となった。
12月21日に、熱帯低気圧が消滅した。
第55回台風委員会にて、マレーシアでは16地点で影響があったと報告している。
また、「ライ」というアジア名はこの台風限り引退となった。

## 気象庁が「台風」に分類しなかった熱帯低気圧
熱帯低気圧番号（○○W）は、合同台風警報センター（JTWC）が熱帯低気圧と認めたものに付与し、同機関をはじめ海外の各気象機関で用いられる。フィリピン大気地球物理天文局（PAGASA）がフィリピン名を命名している場合、フィリピン名も併記する。また、熱帯低気圧番号がない場合にも、気象庁が熱帯低気圧としたものを以下に「TD」と単に表す。

### JMA TD 01
1月20日3時に、フィリピンの東に熱帯低気圧が解析された。熱帯低気圧は北上し、同日21時に消滅した。

### JMA TD 03
3月9日3時に、カロリン諸島近海で発生した低圧部が、14日15時に南シナ海で熱帯低気圧に発達。熱帯低気圧は西進したのち、15日9時に低圧部に降格。同日21時に消滅した。

### TD03W（クリシング）
5月12日9時に、ミンダナオ島の東で発生した低圧部が、13日3時に熱帯低気圧に発達。同日9時に気象庁は24時間以内に台風に発達するとして、観測を開始した。しかし、気象庁の予測に反して、台風に昇格することはなかった。そのため、気象庁は情報の発表を取りやめた。その後、14日15時にフィリピン近海で消滅した。

### JMA TD 07
5月29日9時に、トラック諸島で発生した低圧部が、翌日9時に熱帯低気圧に発達。熱帯低気圧は西進したがあまり発達せず、6月2日9時に消滅した。

### JMA TD 10
6月30日9時に、沖ノ鳥島近海で熱帯低気圧が発生。しかし、あまり発達せず1日9時に消滅した。

### TD07W エモン
7月4日3時に、フィリピンの東で熱帯低気圧が発生。熱帯低気圧は北西に進んだ後、フィリピン大気気象天文局によってエモンと命名された。その後、5日6時にJTWCによって07Wと付番された。
しかし、あまり発達せず、北西へ進んだ。そして、中国に上陸し、消滅した。

### TD08W
7月5日、フィリピン付近で低圧部が発生し、7月7日ハイナン島で熱帯低気圧が発生したがあまり発達せず、7月8日に消滅した。

### JMA TD 15
日本のはるか東に熱帯低気圧が発生し、北上した。
しかし、あまり発達せず、7月20日には、アリューシャン列島にまで進み、消滅した。

### JMA TD 17
日本のはるか東に熱帯低気圧が発生し、北上した。
しかし、発達せずに、29日同海域で消滅した。

### JMA TD 18
先島諸島周辺で熱帯低気圧が発生し、沖縄の南を東に進んだ。その後、日本のはるか東で進路を北へ変え、北海道の南で、消滅した。

### JMA TD 20
8月1日、先島諸島の北に、熱帯低気圧が発生し、南へ進み、先島諸島へ接近した後、進路を西へ変え、8月3日消滅した。

### TD(ナンド）
10月7日午前9時に、気象庁は、熱帯低気圧マリン（その後の台風18号）と同じモンスーンにあった、パラオの北の熱帯低気圧の監視を開始した。モンスーンがフィリピンの観測範囲内を移動するにつれて、PAGASAは勧告を出し、フィリピン名ナンドを割り当てた。翌日に、気象庁は、その後台風18号となる熱帯低気圧との合併を確認した後、システムの追跡を停止した。

## 各熱帯低気圧の影響
| 台風・ 熱帯低気圧 | 名称                       | 期間                | 大きさ・ 強さ    | 階級         | 最大風速      | 最低気圧 | 影響地域                                     | 被害額 | 死者・行方不明者数(人) | 出典 |     |
| ----------------- | -------------------------- | ------------------- | ---------------- | ------------ | ------------- | -------- | -------------------------------------------- | ------ | ---------------------- | ---- | --- |
| TD                | -                          | 1月20日 - 1月20日   | -                | TD           | 不明          | 1008hPa  | -                                            | -      | -                      | -    |     |
| 台風1号           | ドゥージェン（アウリング） | 2月16日-2月23日     | -                | TS           | 20m/s(40kt)   | 996hPa   | パラオ・フィリピン                           | -      |                        | 図表 |     |
| 台風1号           | ドゥージェン（アウリング） | 2月16日-2月23日     | -                | TS           | 45kt          | 991hPa   | パラオ・フィリピン                           | -      |                        | 図表 |     |
| TD                |                            | 3月14日‐3月15日     | -                | TD           | 15m/s( ≦30kt) | 1006hPa  | -                                            | -      | -                      | -    |     |
| TD                | TD                         | 3月14日‐3月15日     | -                | 15m/s(≦30kt) | 1006hPa       |          | -                                            | -      | -                      | -    |     |
| 台風2号           | スリゲ（バイシング）       | 4月12日-4月25日     | 猛烈な           | TY           | 60m/s(120kt)  | 895hPa   | カロリン諸島・スラウェシ・パラオ・フィリピン | -      |                        | 図表 |     |
| 台風2号           | スリゲ（バイシング）       | 4月12日-4月25日     | 猛烈な           | STY          | 165kt(85m/s)  | 882hPa   | カロリン諸島・スラウェシ・パラオ・フィリピン | -      |                        | 図表 |     |
| TD                | クリシング                 | 5月12日‐5月14日     | -                | TD           | 15m/s( 30kt)  | 1004hPa  | -                                            | -      | -                      | -    |     |
| TD                | クリシング                 | 5月12日‐5月14日     | -                | TS           | 18m/s(35kt)   | 1000hPa  | -                                            | -      | -                      | -    |     |
| 台風3号           | チョーインワン（ダンテ）   | 5月29日‐6月5日      | -                | TS           | 20m/s(40kt)   | 998hPa   | パラオ・フィリピン・台湾・日本               | -      | -                      | -    |     |
| 台風3号           | チョーインワン（ダンテ）   | 5月29日‐6月5日      | -                | TS           | 23m/s(45kt)   | 996hPa   | パラオ・フィリピン・台湾・日本               | -      | -                      | -    |     |
| TD                |                            | 5月29日‐6月2日      | -                | TD           | 15m/s( ≦30kt) | 1006hPa  | -                                            | -      | -                      | -    |     |
| TD                | TS                         | 5月29日‐6月2日      | -                | 18m/s        | 998hPa        |          | -                                            | -      | -                      | -    |     |
| 台風4号           | コグマ                     | ６月11日‐6月13日    | -                | TS           | 18m/s(35kt)   | 996hPa   | 華南・ベトナム・ラオス                       | -      | -                      | -    |     |
| 台風4号           | コグマ                     | ６月11日‐6月13日    | -                | TS           | 18m/s(35kt)   | 996hPa   | 華南・ベトナム・ラオス                       | -      | -                      | -    |     |
| 台風5号           | チャンパー                 | 6月21日-6月27日     | 強い             | TY           | 35m/s(65kt)   | 980hPa   | マリアナ諸島                                 | -      | -                      | -    |     |
| 台風5号           | チャンパー                 | 6月21日-6月27日     | 強い             | TY           | 35m/s(65kt)   | 978hPa   | マリアナ諸島                                 | -      | -                      | -    |     |
| TD                |                            | 6月30日‐7月1日      | -                | TD           | 15m/s( ≦30kt) | 1010hPa  | -                                            | -      | -                      | -    |     |
| TD                | TD                         | 6月30日‐7月1日      | -                | 15m/s(≦30kt) | 1010hPa       |          | -                                            | -      | -                      | -    |     |
| TD07W             | エモン                     | 7月4日‐7月6日       | -                | TD           | 15m/s( ≦30kt) | 1004hPa  | -                                            | -      | -                      | -    |     |
| TD07W             | エモン                     | 7月4日‐7月6日       | -                | TD           | 15m/s(≦30kt)  | 1004hPa  | -                                            | -      | -                      | -    |     |
| TD08W             |                            | 7月7日‐7月8日       | -                | TD           | 15m/s( ≦30kt) | 1000hPa  | -                                            | -      | -                      | -    |     |
| TD08W             | TD                         | 7月7日‐7月8日       | -                | 15m/s(≦30kt) | 1000hPa       |          | -                                            | -      | -                      | -    |     |
| 台風6号           | インファ（ファビアン）     | 7月16日-7月29日     | 大型・非常に強い | TY           | 45m/s(85kt)   | 950hPa   | 日本・台湾・中国大陸・フィリピン             | -      | -                      | -    |     |
| 台風6号           | インファ（ファビアン）     | 7月16日-7月29日     | 大型・非常に強い | TY           | 50m/s(95kt)   | 951hPa   | 日本・台湾・中国大陸・フィリピン             | -      | -                      | -    |     |
| 台風7号           | チャンパカ                 | 7月17日‐7月26日     | 強い             | TY           | 35m/s(70kt)   | 980hPa   | -                                            | -      | -                      | -    |     |
| 台風7号           | チャンパカ                 | 7月17日‐7月26日     | 強い             | TY           | 40m/s(80kt)   | 965hPa   | -                                            | -      | -                      | -    |     |
| TD                |                            | 7月19日‐7月20日     | -                | TD           | 15m/s( ≦30kt) | 1012hPa  | -                                            | -      | -                      | -    |     |
| TD                | TD                         | 7月19日‐7月20日     | -                | 15m/s(≦30kt) | 1012hPa       |          | -                                            | -      | -                      | -    |     |
| 台風8号           | 二パルタック               | 7月23日‐7月28日     | -                | TS           | 20m/s(40kt)   | 990hPa   | -                                            | -      | -                      | -    |     |
| 台風8号           | 二パルタック               | 7月23日‐7月28日     | -                | subtropical  | 20m/s(40kt)   | 981hPa   | -                                            | -      | -                      | -    |     |
| TD                |                            | 7月28日‐7月29日     | -                | TD           | 15m/s( ≦30kt) | 1004hPa  | -                                            | -      | -                      | -    |     |
| TD                | TD                         | 7月28日‐7月29日     | -                | 18m/s(≦30kt) | 997hPa        |          | -                                            | -      | -                      | -    |     |
| TD                |                            | 7月30日‐8月1日      | -                | TD           | 15m/s( ≦30kt) | 998hPa   | -                                            | -      | -                      | -    |     |
| TD                | TD                         | 7月30日‐8月1日      | -                | 15m/s(≦30kt) | 998hPa        |          | -                                            | -      | -                      | -    |     |
| TD                |                            | 7月31日‐8月3日      | -                | TD           | 15m/s( ≦30kt) | 998hPa   | -                                            | -      | -                      | -    |     |
| TD                | TD                         | 7月31日‐8月3日      | -                | 15m/s(≦30kt) | 999hPa        |          | -                                            | -      | -                      | -    |     |
| 台風9号           | ルピート（ファニン）       | 8月2日-8月9日       | -                | TS           | 23m/s(45kt)   | 984hPa   | 台湾・日本                                   | -      | -                      | -    |     |
| 台風9号           | ルピート（ファニン）       | 8月2日-8月9日       | -                | TS           | 23m/s(45kt)   | 976hPa   | 台湾・日本                                   | -      | -                      | -    |     |
| TS12W             |                            | 8月2日‐8月6日       | -                | TD           | 15m/s( ≦30kt) | 998hPa   | -                                            | -      | -                      | -    |     |
| TS12W             | TS                         | 8月2日‐8月6日       | -                | 18m/s(≦35kt) | 1000hPa       |          | -                                            | -      | -                      | -    |     |
| 台風10号          | ミリネ（ゴリオ）           | 8月4日-8月10日      | -                | STS          | 25m/s(50kt)   | 980hPa   | -                                            | -      | -                      | -    |     |
| 台風10号          | ミリネ（ゴリオ）           | 8月4日-8月10日      | -                | TS           | 27m/s(55kt)   | 980hPa   | -                                            | -      | -                      | -    |     |
| 台風11号          | ニーダ                     | 8月5日-8月8日       | -                | STS          | 30m/s(55kt)   | 992hPa   | -                                            | -      | -                      | -    |     |
| 台風11号          | ニーダ                     | 8月5日-8月8日       | -                | TS           | 27m/s(55kt)   | 985hPa   | -                                            | -      | -                      | -    |     |
| 台風12号          | オーマイス                 | 8月20日-8月24日     | -                | TS           | 23m/s(45kt)   | 994hPa   | -                                            | -      | -                      | -    |     |
| 台風12号          | オーマイス                 | 8月20日-8月24日     | -                | TS           | 27m/s(55kt)   | 993hPa   | -                                            | -      | -                      | -    |     |
| TS17W             |                            | 9月2日‐9月4日       | -                | TD           | 15m/s( ≦30kt) | 1008hPa  | -                                            | -      | -                      | -    |     |
| TS17W             | TS                         | 9月2日‐9月4日       | -                | 18m/s        | 1001hPa       |          | -                                            | -      | -                      | -    |     |
| 台風13号          | コンソン（ジョリーナ）     | 9月6日-9月12日      | -                | STS          | 25m/s(50kt)   | 992hPa   | -                                            | -      | -                      | -    |     |
| 台風13号          | コンソン（ジョリーナ）     | 9月6日-9月12日      | -                | TY           | 35m/s(65kt)   | 986hPa   | -                                            | -      | -                      | -    |     |
| 台風14号          | チャンスー（キコ）         | 9月7日-9月18日      | 大型・猛烈な     | TY           | 60m/s(115kt)  | 905hPa   | フィリピン・台湾・香港・韓国・日本           | -      | -                      | -    |     |
| 台風14号          | チャンスー（キコ）         | 9月7日-9月18日      | 大型・猛烈な     | STY          | 80m/s(155kt)  | 902hPa   | フィリピン・台湾・香港・韓国・日本           | -      | -                      | -    |     |
| TD                |                            | 9月7日‐9月8日       | -                | TD           | 15m/s( ≦30kt) | 不明     | -                                            | -      | -                      | -    |     |
| TD                | TD                         | 9月7日‐9月8日       | -                | 15m/s(≦30kt) | 不明          |          | -                                            | -      | -                      | -    |     |
| 台風15号          | ディアンムー               | 9月23日-9月23日     | -                | TS           | 18m/s(35kt)   | 1000hPa  | 華南・ベトナム・ラオス                       | -      | -                      | -    |     |
| 台風15号          | ディアンムー               | 9月23日-9月23日     | -                | TS           | 18m/s(35kt)   | 1000hPa  | 華南・ベトナム・ラオス                       | -      | -                      | -    |     |
| 台風16号          | ミンドゥル                 | 9月23日-10月2日     | 大型・ 猛烈な    | TY           | 55m/s(105kt)  | 920hPa   | 日本                                         | -      | -                      | -    |     |
| 台風16号          | ミンドゥル                 | 9月23日-10月2日     | 大型・ 猛烈な    | STY          | 70m/s(140kt)  | 916hPa   | 日本                                         | -      | -                      | -    |     |
| TD                |                            | 9月27日‐10月2日     | -                | TD           | 15m/s( ≦30kt) | 1004hpa  | -                                            | -      | -                      | -    |     |
| TD                | TD                         | 9月27日‐10月2日     | -                | 15m/s(≦30kt) | 1004hpa       |          | -                                            | -      | -                      | -    |     |
| 台風17号          | ライオンロック             | 10月5日 - 10月10日  | 大型             | TS           | 18m/s(35kt)   | 994hPa   | -                                            | -      | -                      | -    |     |
| 台風17号          | ライオンロック             | 10月5日 - 10月10日  | 大型             | TS           | 23m/s(45kt)   | 993hPa   | -                                            | -      | -                      | -    |     |
| TD                | ナンド                     | 10月7日‐10月8日     | -                | TD           | 15m/s( ≦30kt) | 1002hpa  | -                                            | -      | -                      | -    |     |
| TD                | ナンド                     | 10月7日‐10月8日     | -                | TD           | 15m/s(≦30kt)  | 1002hpa  | -                                            | -      | -                      | -    |     |
| 台風18号          | コンパス（マリン）         | 10月8日 - 10月14日  | 超大型           | STS          | 30m/s(55kt)   | 975hPa   | -                                            | -      | -                      | -    |     |
| 台風18号          | コンパス（マリン）         | 10月8日 - 10月14日  | 超大型           | TS           | 30m/s(60kt)   | 979hPa   | -                                            | -      | -                      | -    |     |
| 台風19号          | ナムセーウン               | 10月10日 - 10月17日 | -                | STS          | 25m/s(50kt)   | 994hPa   | -                                            | -      | -                      | -    |     |
| 台風19号          | ナムセーウン               | 10月10日 - 10月17日 | -                | TS           | 30m/s(55kt)   | 988hPa   | -                                            | -      | -                      | -    |     |
| TD                |                            | 10月24日‐10月27日   | -                | TD           | 15m/s( ≦30kt) | 1006hpa  | -                                            | -      | -                      | -    |     |
| TD                | TD                         | 10月24日‐10月27日   | -                | 15m/s(≦30kt) | 1006hpa       |          | -                                            | -      | -                      | -    |     |
| 台風20号          | マーロウ                   | 10月25日 - 10月29日 | 強い             | TY           | 40m/s(75kt)   | 965hPa   | -                                            | -      | -                      | -    |     |
| 台風20号          | マーロウ                   | 10月25日 - 10月29日 | 強い             | TY           | 40m/s(80kt)   | 960hPa   | -                                            | -      | -                      | -    |     |
| 台風21号          | ニヤトー                   | 11月30日-12月4日    | 大型・非常に強い | TY           | 50m/s(100kt)  | 925hPa   | マレーシア                                   | -      | -                      | -    |     |
| 台風21号          | ニヤトー                   | 11月30日-12月4日    | 大型・非常に強い | STY          | 65m/s(130kt)  | 928hPa   | マレーシア                                   | -      | -                      | -    |     |
| TD                |                            | 12月14日‐12月17日   | -                | TD           | 15m/s( ≦30kt) | 1006hpa  | -                                            | -      | -                      | -    |     |
| TD                | TD                         | 12月14日‐12月17日   | -                | 15m/s(≦30kt) | 1006hpa       |          | -                                            | -      | -                      | -    |     |
| 台風22号          | ライ（オデット）           | 12月13日-12月20日   | 猛烈な           | TY           | 55m/s(105kt)  | 915hPa   | フィリピン南部・マレーシア                   | -      | -                      | -    |     |
| 台風22号          | ライ（オデット）           | 12月13日-12月20日   | 猛烈な           | TY           | 75m/s(145kt)  | 908hPa   | フィリピン南部・マレーシア                   | -      | -                      | -    | 169 |